# Порнофильмы (группа)
«Порнофи́льмы» — российская панк-рок-группа из города Дубна, основанная 22 октября 2008 года. В настоящее время в состав «Порнофильмов» входят вокалист и автор текстов Владимир Котляров, гитарист Игорь Рыбин, гитарист и менеджер группы Александр Русаков, барабанщик Кирилл Муравьёв и басист Александр Агафонов.
Коллектив выделяется на фоне других российских панк-рок групп сильно политизированными текстами песен, а также пропагандой здорового образа жизни, все участники группы — вегетарианцы, не употребляют алкоголь, наркотики и не курят. Группа «Порнофильмы» была популярна в Дубне в ранние годы выступлений, а после выпуска своего четвёртого альбома «В диапазоне между отчаянием и надеждой» и отмены ряда концертов по настоянию местных властей получила большую известность и стала одним из ведущих исполнителей панка в России. В настоящее время у группы «Порнофильмы» насчитывается 21 релиз, включая 9 студийных альбомов и 7 мини-альбомов. Последний студийный альбом, «Это пройдёт», вышел в 2020 году.

## История
Название группы придумывали у себя в гараже — хотелось, чтобы слово цепляло, будоражило, возмущало. Я услышал его в каких-то криминальных хрониках на НТВ: там рассказывали, что ликвидирован подпольный цех по производству порнофильмов. Мне показалось, что это слово какое-то дурацкое, но прикольное для названия группы. Со временем для многих людей это слово стало именем собственным и утратило первоначальное значение. Хотя ограничения по-прежнему есть — например, нас не позовут в телевизор. Но мы и не рвёмся: мы всё равно остаёмся андеграундом.
Название группы — это метафора окружающей действительности, «дороги ужасные, зарплаты нищенские, а люди зависают в торговых центрах и ни о чём не думают» — говорил вокалист Владимир Котляров в одном из интервью. Группа была основана в 2008 году, первое время   занимаясь лишь написанием аранжировок, не уделяя внимание смысловой нагрузки песен. Так продолжалось до тех пор, пока в 2011 году они не развалились, как группа. Через год начали заново, с другим настроем, тогда же пошло активное развитие группы в 2012 году, после того, как все участники пришли к вегетарианству и отказались от всех вредных привычек, что и стало основной темой большинства текстов группы на то время. Всю свою музыку участники группы записывали в гараже и сводили изначально также сами, потом мастерингом за символическую плату занимался друг группы. Первая песня «Приезжай!» из альбома «Русская Мечта. Часть I» 2015 года посвящена фанату группы, который совершил суицид, бросившись с крыши дома, из-за нехватки понимания и поддержки в своём окружении.

## Благотворительность
Группа часто выступает на благотворительных концертах.
В середине 2017 года группа запустила краудфандинговый проект на сайте Planeta.ru, где объявили о записи нового альбома, но сразу сказали, что все собранные деньги пойдут не на запись, а в благотворительный фонд «Фонд борьбы с лейкемией», из запрошенных 550 000 рублей, группа собрала 909 101 рубль. Также для этого фонда группа проводила акустический онлайн-концерт, где во время трансляции собирала деньги. Помимо этого участники группы лично приезжали в фонд и раздавали нуждающимся одежду, еду и вещи для творчества.
В мае 2018 года группа «Порнофильмы» посетила детский онкологический центр, где провели музыкальный мастер-класс, а также рассказывали детям об основах построения мелодий.
1 апреля 2020 года вокалист группы Владимир Котляров сыграл благотворительный акустический онлайн-концерт в поддержку «Фонда борьбы с лейкемией», на котором удалось собрать 950 000 рублей. За 3,5 часа трансляции выступления на YouTube-канале пользователи пожертвовали 855 000 рублей, оставшиеся деньги поступили в течение следующих суток.
8 октября 2020 года был проведен ещё один благотворительный онлайн-концерт в поддержку «Фонда борьбы с лейкемией».
В 2022 году провела ряд концертов совместно с группой «Нервы» и репером «Face», в поддержку украинцев пострадавших от вторжения России в Украину. Все деньги с концертов пошли на помощь пострадавшим от войны украинцам.

## Критика
Основным достоинством группы слушатели и критики называли искренность исполнения песен группой. Алексей Мажаев, рецензент сайта InterMedia, отмечал попытку участников группы сформировать собственное мировоззрение и определённые взгляды на вещи.
Негативные отзывы о группе в первую очередь связаны с банальностью и узкой направленностью текстов песен, напоминающих «социальные или политические лозунги» с явной «пресной» подачей исполнителя. Тот же Алексей Мажаев отмечал «скудость применяемых в панк-роке группы мелодических и аранжировочных средств».

## Скандалы и происшествия
В Улан-Удэ по городу были развешаны афиши с названием группы. Местные жители решили, что это реклама порнографии, и стали писать жалобы.
В декабре 2016 года в Волгограде был отменён концерт группы по настоятельной просьбе прокуратуры Волгоградской области.
В октябре 2017 года по требованию ФСБ и властей городов были отменены два концерта группы во Владимирской области, в городе Муроме, и в Нижегородской области, в городе Выксе. Изначально концерт группы «Порнофильмы» должен был проходить 21 октября в Муроме в клубе «Арт-бар 111». Но собственнице клуба Татьяне Макуриной позвонила председатель комитета по развитию потребительского рынка Мурома Анна Шишкина и потребовала отменить концерт группы из-за «пропаганды экстремизма и фашизма». Позже Макурину вызвали в прокуратуру, где прокурор и сотрудники ФСБ заявили, что «группа „Порнофильмы“ выступать во Владимирской области не будет, потому что они экстремисты». Также от администрации города последовала угроза:

«Мы не хотели отменять концерт, но позвонили из администрации Мурома. Нам сказали: „Понимаете, Муром — город маленький. С вами, вашим бизнесом и вашими детьми может быть всё что угодно“. Угрожали, что закроют мой бизнес, я не смогу работать и жить в Муроме».

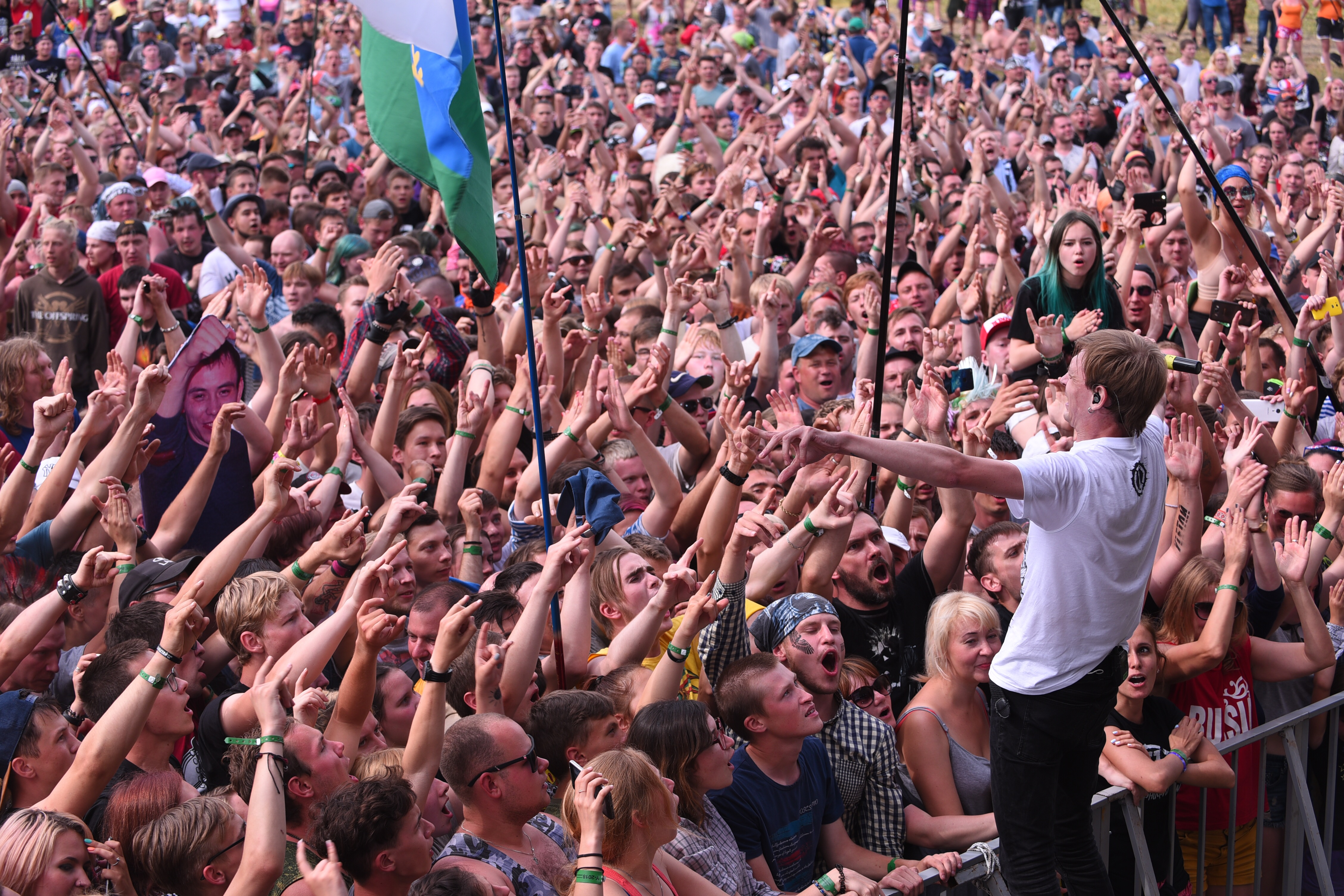
Фронтмен группы В. Котляров во время выступления на фестивале «Улетай»

После концерт был перенесён в соседнюю Выксу, однако и там по словам гитариста группы Александра Русакова владельцы клуба отказались от проведения концерта из-за «угроз по телефону о возможном закрытии заведения» и это был уже не первый раз когда во Владимирской области власти хотят запретить концерт группы. В итоге вокалист группы провел онлайн-трансляцию акустического концерта группы в ВКонтакте.
23 июля 2018 года, за полмесяца до начала фестиваля «Нашествие», группа «Порнофильмы» заявила на своих страницах в социальных сетях о том, что не будет выступать на фестивале из-за пропаганды милитаризма. «Никакой пропаганды милитаризма — это было нашим главным условием участия в фестивале „Нашествие“.» Вслед за «Порнофильмами» в ближайшие несколько дней от участия в фестивале по той же причине отказались группы «Элизиум», «Йорш», Distemper, «Пошлая Молли» и певица Монеточка. Уже несколько лет фестиваль «Нашествие» проходит при поддержке Министерства обороны Российской Федерации, но в 2018 году организаторами было заявлено, что участия Минобороны не будет, и ряд групп согласился выступить на фестивале. За две недели организаторы сообщили группам, что Минобороны и в этом году появится на «Нашествии» и исполнители, включая группу «Порнофильмы», отказались от участия в фестивале.
В январе 2020 года управление ФАС по Ульяновской области возбудило дело из-за рекламы концерта группы. По заявлению местной жительницы, которая написала жалобу «содержащееся в рекламе название группы, характеризующее фильмы для взрослых, без указания самой панк-рок-группы, вводит потребителей данной рекламы в заблуждение.»
11 марта в Челябинске клуб «Галактика развлечений» отказал в проведении концерта группы, ссылаясь на письмо из полиции, в котором было сказано, что песни группы «содержат нецензурную брань, информацию, побуждающую детей к совершению действий, представляющих угрозу жизни и здоровью, призывы к употреблению наркотиков, отрицание семейных ценностей, неуважение к родителям».
23 ноября 2021 года Министерство юстиции России включило песню «Нищих убивай!» в реестр запрещённых на основании решения Дзержинского районного суда Волгограда. Группа заявила, что для них самих «эта новость стала неожиданностью». В феврале 2022 года группа подала иск по отмене постановления о признания песни «Нищих убивай» экстремистской. Волгоградский областной суд отменил решение Дзержинского районного суда и направил дело на новое рассмотрение в суд первой инстанции.
13 октября 2023 года из многих музыкальных сервисов пропали ещё 2 песни: «Роди мне 1000 детей!» и «Это пройдёт». Если вторая песня была внесена в реестр запрещённой информации решением неуказанного органа, то первая до сих пор не появлялась в чёрных списках. Треки были удалены из Яндекс Музыки и VK Музыки.
7 июня 2024 года Роскомнадзор внёс в реестр запрещенной информации песню «Роди мне 1000 детей!». 16 сентября Apple Music по требованию Роскомнадзора скрыл от российских пользователей песню «Это пройдет».

## После 24 февраля 2022 года
После российского вторжения 24 февраля 2022 года группа поддержала Украину, вокалист Владимир Котляров заявил: «Нам стыдно, что наше государство ведёт себя как зарвавшийся гопник». Музыканты группы эмигрировали из России сразу после начала войны, а в мае-июне 2022 года сыграли 10 концертов вместе с группой «Нервы» и рэпером Face, отправив выручку на помощь пострадавшим.
В 2023 году группа поучаствовала в записи альбома-сборника «После России», из песен исполнителей, эмигрировавших из России после начала вторжения на Украину. Записав «Я не умру», на стихи Довида Кнута.
8 сентября 2023 года Министерство юстиции РФ включило в реестр иностранных агентов лидера рок-группы «Порнофильмы» Владимира Котлярова.

## Участники группы

### Текущий состав
- Владимир Котляров — вокал (2008—н. в.)
- Кирилл Муравьёв — барабаны (2013—н. в.)
- Александр Русаков — гитара, бэк-вокал (2016—н. в., также менеджер/директор группы с 2015 года)
- Александр Агафонов — бас-гитара (2016—н. в.)
- Игорь Рыбин — гитара (2023—н. в.)[39]

### Бывшие участники
- Алексей Нилов — барабаны (2008—2013)
- Дмитрий Кузнецов — бас-гитара, бэк-вокал (2008—2016)
- Вячеслав Селезнёв — гитара, бэк-вокал (2008—2023)[39]
- Валентин Березин — гитара (2023)[39]

## Дискография
| Название                               | Тип         | Год  |
| -------------------------------------- | ----------- | ---- |
| Клей!                                  | Альбом      | 2010 |
| Ты в моей секте                        | Мини-альбом | 2011 |
| Сколько взорвётся бомб?                | Мини-альбом | 2012 |
| Искусство                              | Мини-альбом | 2012 |
| На всех экранах страны                 | Мини-альбом | 2012 |
| Скучная жизнь                          | Альбом      | 2012 |
| Карма рабочих                          | Альбом      | 2013 |
| Нищая страна                           | Альбом      | 2013 |
| Проплаченная песня                     | Сингл       | 2014 |
| Молодость и панк-рок                   | Альбом      | 2014 |
| Белые хлопья                           | Мини-альбом | 2014 |
| Сопротивление                          | Мини-альбом | 2015 |
| Русская мечта. Часть I                 | Альбом      | 2015 |
| Наши Имена                             | Сингл       | 2015 |
| Русская мечта. Часть II                | Альбом      | 2016 |
| Как в последний раз                    | Мини-альбом | 2016 |
| В диапазоне между отчаянием и надеждой | Альбом      | 2017 |
| Я так боюсь                            | Сингл       | 2018 |
| Ритуалы                                | Сингл       | 2019 |
| Это пройдёт                            | Альбом      | 2020 |
| Печаль                                 | Сингл       | 2020 |

### Студийные альбомы
- «Клей!» (2010)
- «Скучная жизнь» (26 мая 2012)
- «Карма рабочих» (5 марта 2013)
- «Нищая страна» (23 сентября 2013)[40]
- «Молодость и панк-рок» (29 марта 2014)
- «Русская мечта. Часть I» (28 сентября 2015)
- «Русская мечта. Часть II» (3 марта 2016)[41][42]
- «В диапазоне между отчаянием и надеждой» (28 сентября 2017)[7]
- «Это пройдёт» (29 января 2020)[43]

### Мини-альбомы
- «Ты в моей секте» (2011)
- «Сколько взорвётся бомб?» (1 января 2012)
- «Искусство» (1 марта 2012)
- «На всех экранах страны» (5 мая 2012)
- «Белые хлопья» (5 мая 2014)
- «Сопротивление» (23 марта 2015)
- «Как в последний раз» (14 октября 2016)

### Синглы
- «Наши Имена» (совместно с Lumen) (19 октября 2015)
- «Ритуалы» (27 апреля 2019)
- «Печаль» (совместно с BaseFase) (16 октября 2020)
- «Я не умру» (сборник «После России») (13 января 2023)

## Видеоклипы
| Год  | Название        | Режиссёры                          | Альбом / Мини-альбом                |
| ---- | --------------- | ---------------------------------- | ----------------------------------- |
| 2018 | «Границы гетто» |                                    | Кавер для проекта «Улица Свободных» |
| 2019 | «Ритуалы»       | Давид Бинтсене и Владимир Котляров | Сингл                               |

## Награды
| Год  | Номинируемая работа | Категория                   | Результат |
| ---- | ------------------- | --------------------------- | --------- |
| 2021 | Владимир Котляров   | «Чартова дюжина» — «Солист» | Победа    |